# Les fêtes d'Agen
 (juillet 2012).
Si vous disposez d'ouvrages ou d'articles de référence ou si vous connaissez des sites web de qualité traitant du thème abordé ici, merci de compléter l'article en donnant les références utiles à sa vérifiabilité et en les liant à la section « Notes et références ».
 (février 2013).

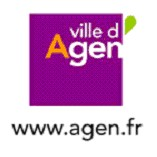
Ville d'Agen

Les fêtes d'Agen (anciennement Le Grand Pruneau Show) sont un festival organisé par la ville d'Agen autour du thème du pruneau le dernier week-end avant la rentrée scolaire. Durant trois jours, le centre-ville est fermé à la circulation, laissant place aux scènes installées et animations diverses. Créé en 2005, le festival prend de l'importance : en 2010, il accueille plus de 60 000 visiteurs.

## Les éditions

### 2005
Lors de la première édition du Grand Pruneau Show, qui a rassemblé 30 000 personnes[réf. nécessaire], les thématiques annoncées sont les suivantes :
- « Pruneau parade » : le grand défilé autour du pruneau.
- « Pruneaux et papilles » : des animations autour du pruneau.
- « Pruneaux en musiques » : animations musicales et concerts.
- « Le pruneau fait son cinéma » : projections de films sur la fabrication du pruneau.
- « Le pruneau Challenge » : des jeux et épreuves autour du pruneau, réunissant des équipes de presse et des institutions partenaires de l’opération.

Cette première manifestation s'est accompagnée d'un concert du groupe de zouk Kassav.

### 2006
Sur le même principe, la seconde édition a accueilli des artistes comme Yuri Buenaventura, Paganella, les Gypsyland ou Métisoléa, et a fait venir 50 000 personnes[réf. nécessaire].

### 2007
L'édition 2007 a accueilli Yannick Noah. Les pruneaux gratuits, les concerts et les animations ont fait venir 80 000 personnes[réf. nécessaire].

### 2008
En 2008, l'édition accueille une parade des associations, un marché de producteurs et une distribution de pruneaux, des ateliers cirque et jeux pour les enfants, des démonstrations de danses traditionnelles, des groupes locaux qui peuvent se produire sur une scène, et un tournois de sport. Johnny Clegg et les Tambours du Bronx y font un concert.
Des chapiteaux ont été mis à disposition des associations culturelles et sportives pour faciliter la rencontre avec le public, une soirée DJ le vendredi soir, des ateliers ludiques, une balade contée et des ateliers interactifs, et des concours.
L'événement rassemble 60 000 personnes[réf. nécessaire].

### 2009
En 2009 près de 70 000 personnes[réf. nécessaire] participent au Grand Pruneau Show. Le concert de Magic System, le vendredi, a amené 12 000 personnes sur la place de la mairie[réf. nécessaire]. Le dimanche, les Tambours de Brazza ont clos la manifestation.
Pour donner une identité au festival, des foulards couleur prunes sont distribués à toutes les personnes qui portent un T-shirt blanc[réf. souhaitée].

### 2010
En 2010, le festival met en place des animations de rues (arts du cirques, arts forains et fanfares de musique en déambulation dans la ville) notamment avec La Fatal Cie, la Cie L’arbre à vache, la Cie du Butor, la Cie La Lessiveuse, Déclic circus, la Cie Tokia, La Parade Impériale du Kikiristan, La Cie Vieussens, La Cie de la Pomme d’Or, La Batucada Zarbatuk et La Banda Los Prunos.
Une animation intitulée « Cook Show » est organisée par le « Bureau Interprofessionnel du Pruneau », il s’agit de démonstrations de cuisine et d’élaborations de recettes simples à base de Pruneau d’Agen.
Les 65 000 festivaliers[réf. nécessaire] ont pu assister aux concerts de Superbus, Johnny Clegg (qui a remplacé au dernier moment le groupe Bisso Na Bisso) et Alpha Blondy.

### 2011
Pour l'édition 2011, les festivaliers étaient plus de 65 000 [réf. nécessaire]. Cette année-là, Cali, Zaz et Louis Chedid sont programmés pour des concerts gratuits, avec des premières parties locales comme Paganella, Minima Social Club et Micky and the Stirrers.
Patrick De Carolis, ancien président de France Télévisions, journaliste et écrivain, est le parrain de la 7e édition du festival.
En plus des activités des années précédentes, le Pôle sportif du Gravier apparaît et permet aux enfants de découvrir plusieurs sports. Les compagnies de rues intervenantes sont les Compagnies Stromboli, Presque Siamoises, Pipototal, Kiroul et les fanfares la Rhynofanpharyngite, à la Gueule du Ch'val, le Bus Rouge, et des Goulamas. 10 tonnes de prunes et pruneaux ont été distribuées à 25 000 personnes[réf. nécessaire].

### 2012
La 8e édition invite la bretonne Nolwenn Leroy, le groupe Pony Pony Run Run ou encore Gérard Lenorman, qui clôt le festival.
On retrouve les classiques désormais ancrés dans le festival : distribution de pruneaux, défilé des associations, marché gourmand, tenue prune et blanche... Le plateau sportif du Gravier s'enrichit avec notamment un fronton de pelote basque.

### 2013
La 9e édition fait intervenir de nouvelles personnalités : Olivia Ruiz, le groupe pop-rock BB Brunes et Michel Fugain. Pour le reste, les animations sont les mêmes que les années précédentes.

### 2014
Pour la 10eme édition, Agen a reçu des plusieurs personnalités : Gérard De Palmas, Les Plastiscines, Salvator Adamo et Joyce Jonathan qui remplace au dernier moment Vanessa Paradis initialement prévue,.
Durant ces 3 jours, la place du Gravier a accueilli 33 clubs sportifs pour promouvoir leurs activités.